# 三宮駅 (神戸新交通)
三宮駅（さんのみやえき）は、兵庫県神戸市中央区にある神戸新交通ポートアイランド線（ポートライナー）の駅。駅番号はP01。

## 概要
神戸市の都心・三宮に位置するターミナル駅である。西日本旅客鉄道（JR西日本）東海道本線（JR神戸線）の三ノ宮駅を含め各線と接続する交通の要衝となっており、各社線とも兵庫県内で最も利用客が多い。駅周辺は百貨店や商業施設、飲食店などが集積しており、県内及び市内最大の繁華街を形成している。
当初は東海道本線と山陽本線の境界である神戸駅が神戸側のターミナル駅として建設された経緯があったが、三宮駅に私鉄や地下鉄の路線が集積することで、戦前からの神戸市の中心部であった新開地（神戸駅西側の地域）から三宮へ神戸市の都心が移る要因のひとつともなった。「私鉄王国」と呼ばれていた地域に位置することもあり、神戸新交通を除く各路線が東西に並行するように走っている。各路線のホームや駅舎の規模を合わせると、県下最大規模の駅である姫路駅を上回る。
当地区は神戸市の都心・三宮の再整備プロジェクトの中心とされており、これまで市、鉄道各社、有権者を交えた再開発の検討が行われている。市が発表した「神戸三宮「えき≈まち空間」基本計画」では、「三宮クロススクエア」として三宮駅周辺のフラワーロード、中央幹線への一般車両乗り入れを無くし歩行者専用空間に改造するとされており、各駅ビル等の再開発が進められている。2013年・2014年の阪神・阪急三宮駅の駅名改称により、JR、新交通・地下鉄、阪神・阪急がそれぞれ違う駅名を称しているが、同計画では各社6つの駅があたかも一つの大きな「えき」となるような空間を目指しており、各社ばらばらとなっている駅名を「神戸三宮駅」に統一したい意向を示している。

### 当駅からの接続路線
- 西日本旅客鉄道（JR西日本）
  - 東海道本線（JR神戸線）： 三ノ宮駅 - 駅番号はJR-A61
- 神戸市交通局（神戸市営地下鉄）
  - 西神・山手線 ：三宮駅 - 駅番号はS03
  - 海岸線：三宮・花時計前駅 - 駅番号はK01
- 阪神電気鉄道
  - 本線：神戸三宮駅 - 駅番号はHS 32
- 阪急電鉄 - 駅番号はHK-16
  - 神戸本線・ 神戸高速線：神戸三宮駅 - 両線とも当駅が終点

## 歴史
- 1981年（昭和56年）2月5日：開業[1]。
- 1995年（平成7年）
  - 1月17日：阪神・淡路大震災が発生し、運行を停止。
  - 7月31日：当駅と中公園駅間が運行再開し、営業を再開[5]。

## 駅構造
島式ホーム1面2線を有する高架駅。
2階部分がコンコース、3階部分がホームとなっている。駅東側に3基の分岐器が設置されている。軌道の車止めは三宮ターミナルビルに食い込むような形で設置されていたが、ビル解体に伴い車止めの位置が駅舎内に変更され、2018年5月19日から駅到着時に徐行運転が実施される。
改札口は駅南側のペデストリアンデッキと直結しており、阪神神戸三宮駅東口や、ミント神戸・サンシティビル・中央区総合庁舎（区役所）などに接続されている。駅舎内のエスカレーターを経由することでJR三ノ宮駅の東口と直結しており、三ノ宮駅舎を経由して各社駅と乗り換えできる。2階改札外にはインフォメーションセンターと定期券売り場、駅長事務室が、駅舎下1階には神戸市総合インフォメーションセンターがある。改札外・改札内それぞれにエスカレーター・エレベーターが設置されているほか、改札内に多目的トイレ、AED、コインロッカーなどがある。
1981年の路線開通とともに開業。開業と同時に三宮ターミナルビルや駅前広場・地下駐車場などが整備されている。AGT路線であることから、開業当時からフルスクリーンタイプのホームドアが設置されており、軌道上への侵入は困難な構造となっている。ポートアイランド内に進出する企業の増加、相次ぐ大学キャンパスの開設、神戸空港の開港により朝・夕のラッシュ時は著しく混雑し、神戸新交通全駅だけでなく日本のAGT路線全駅の中で乗客数が最も多い駅である。現在6両編成で運行されているが、8両編成化が検討されており駅の拡張が検討されている。また、過去にはJR三ノ宮駅ビルの建て替え計画があることおよび、将来の新神戸駅への延伸のため、ミント神戸付近に移設が検討されていた。震災前には現ミント神戸の位置の新たなビルに駅舎が取り込まれ建設される構想もあった。神戸市営地下鉄海岸線が当初AGT路線として検討されていた際には、当駅を2層構造とし4階部分に海岸線ホームが設置される構想が立てられていた。

### のりば
| 番線 | 路線            | 行先                     |
| ---- | --------------- | ------------------------ |
| 1・2 | ■ポートライナー | 神戸空港方面／北埠頭方面 |

日中は主に1番線から北埠頭行きが、2番線から神戸空港行きが発車している。
朝・夕の激しい混雑に備え、2009年10月から当駅の列車待ち整列を以前の2列から3列に変更している。また、2013年6月に改札口にLCD発車標の設置、同年12月にエレベーター・エレベーターの更新、2014年にはホーム東部にあった駅員室の撤去が行われた。

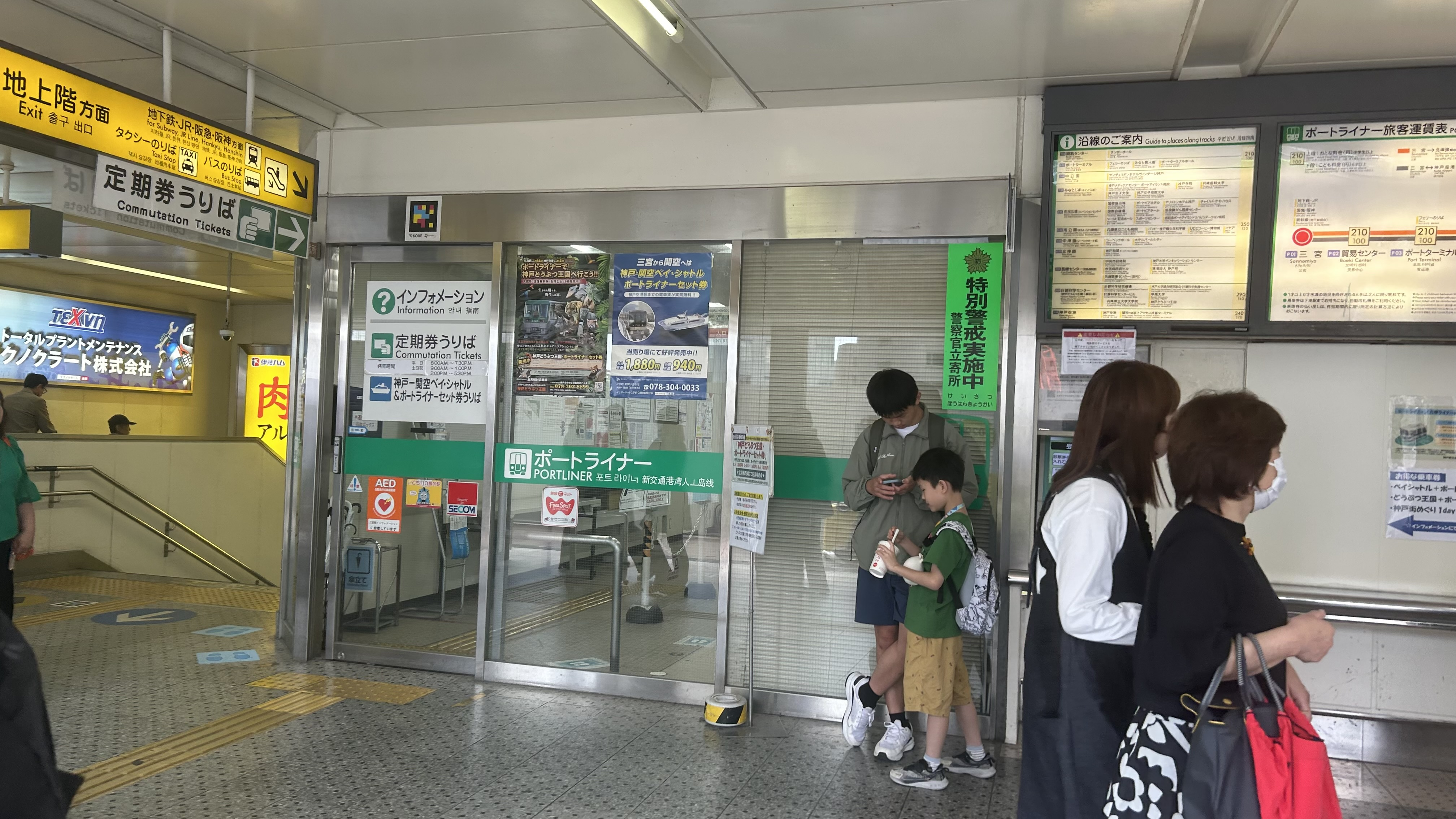
改札外インフォメーション
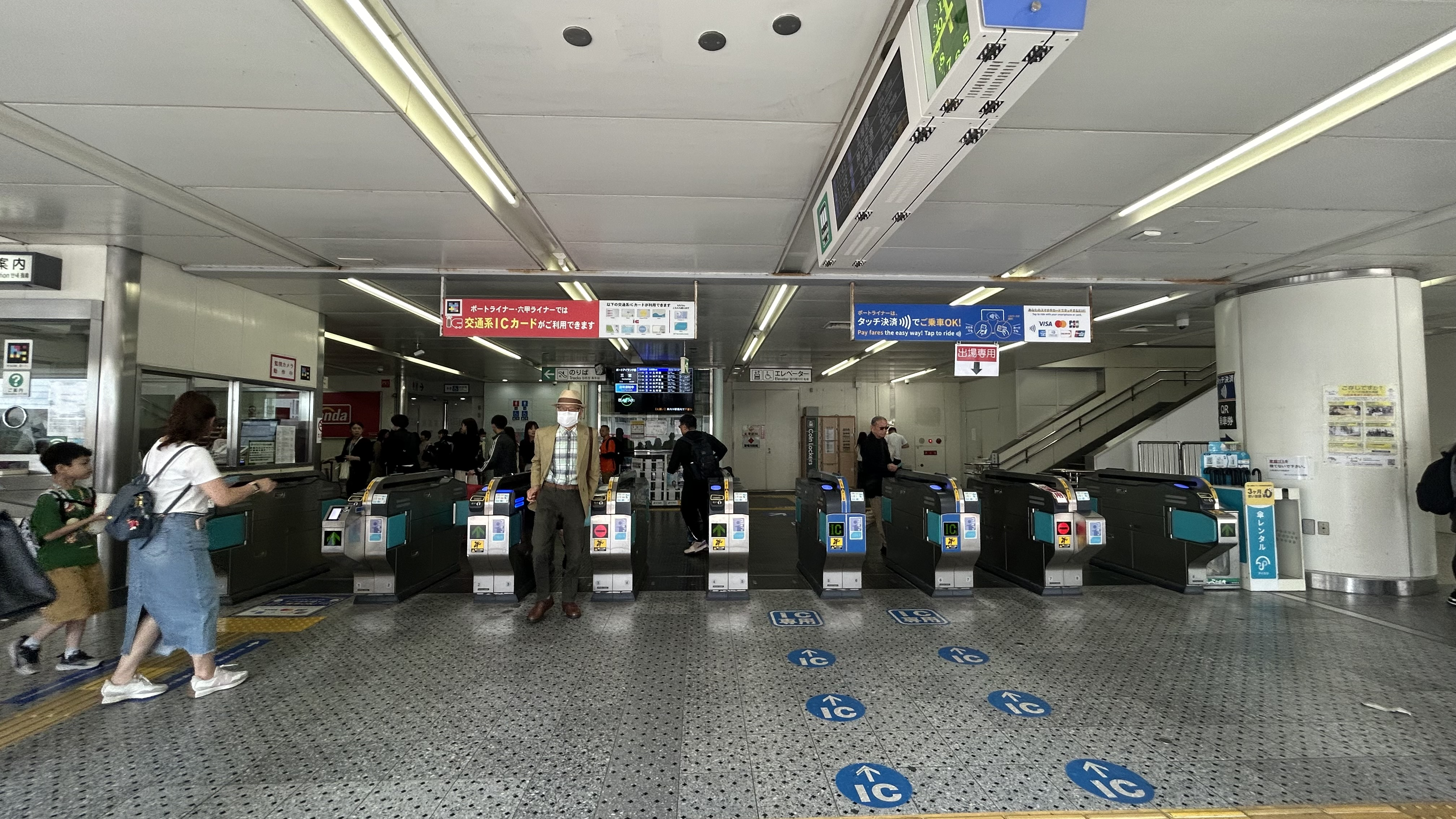
改札口
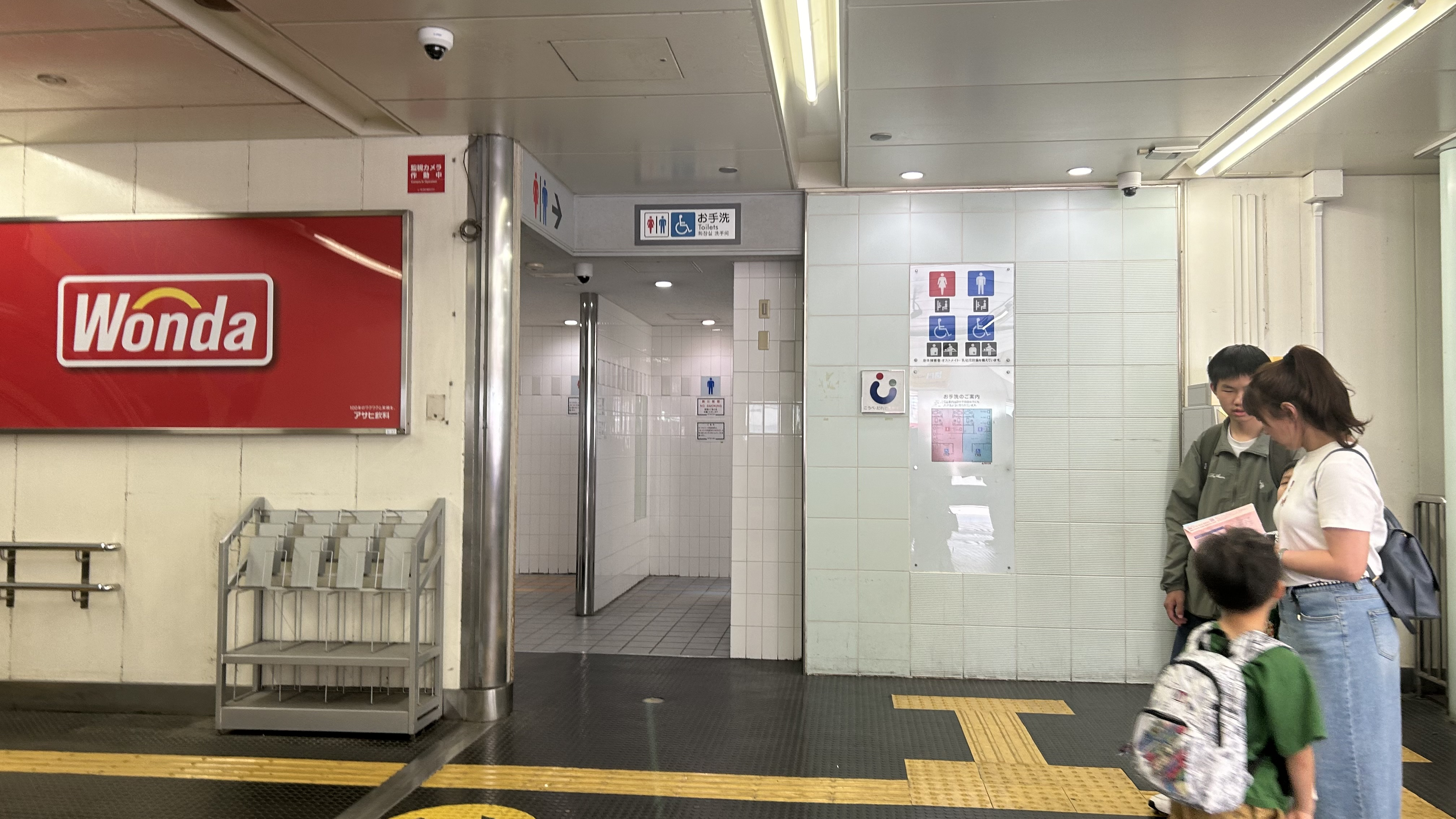
トイレ
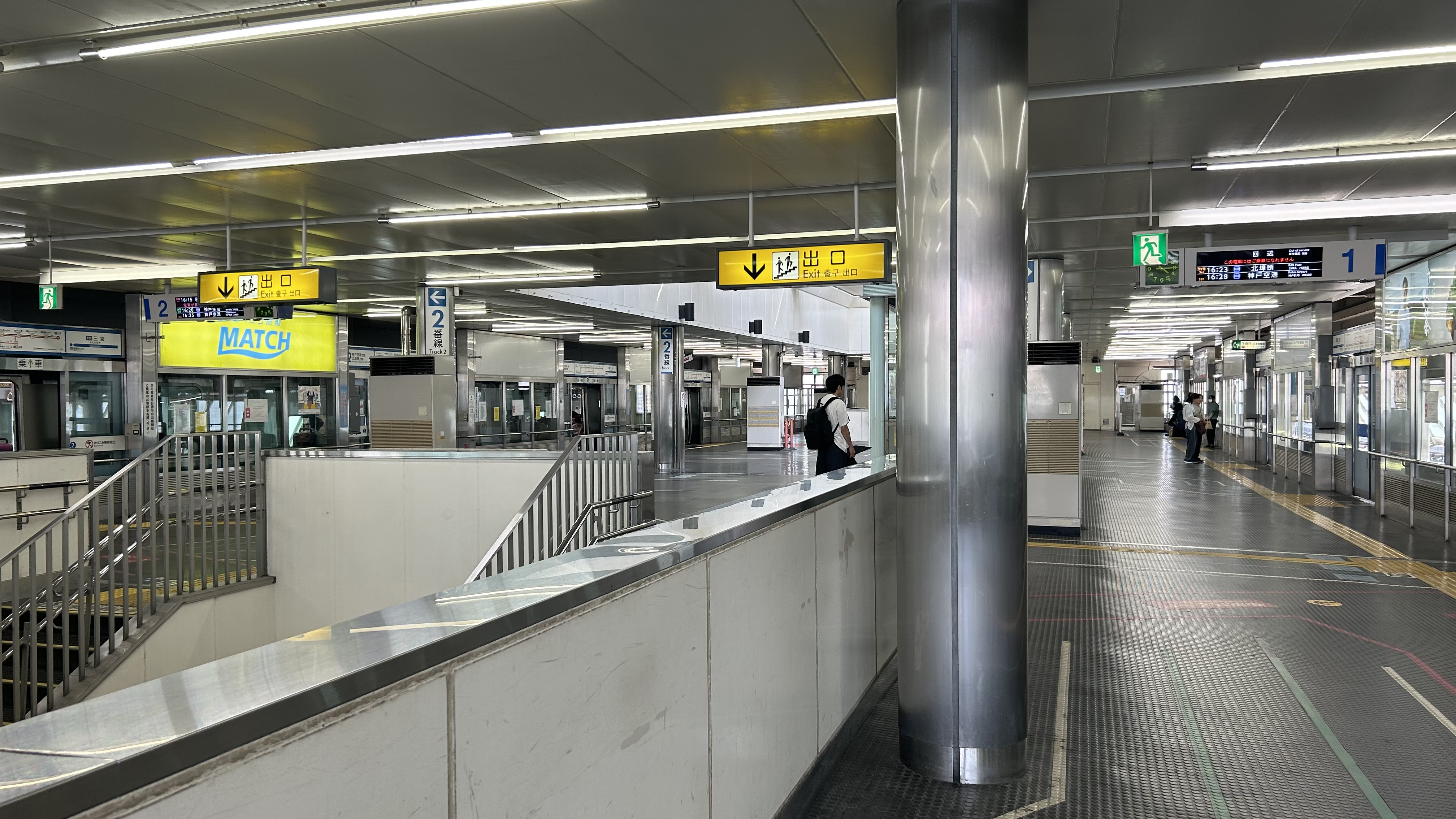
ホーム
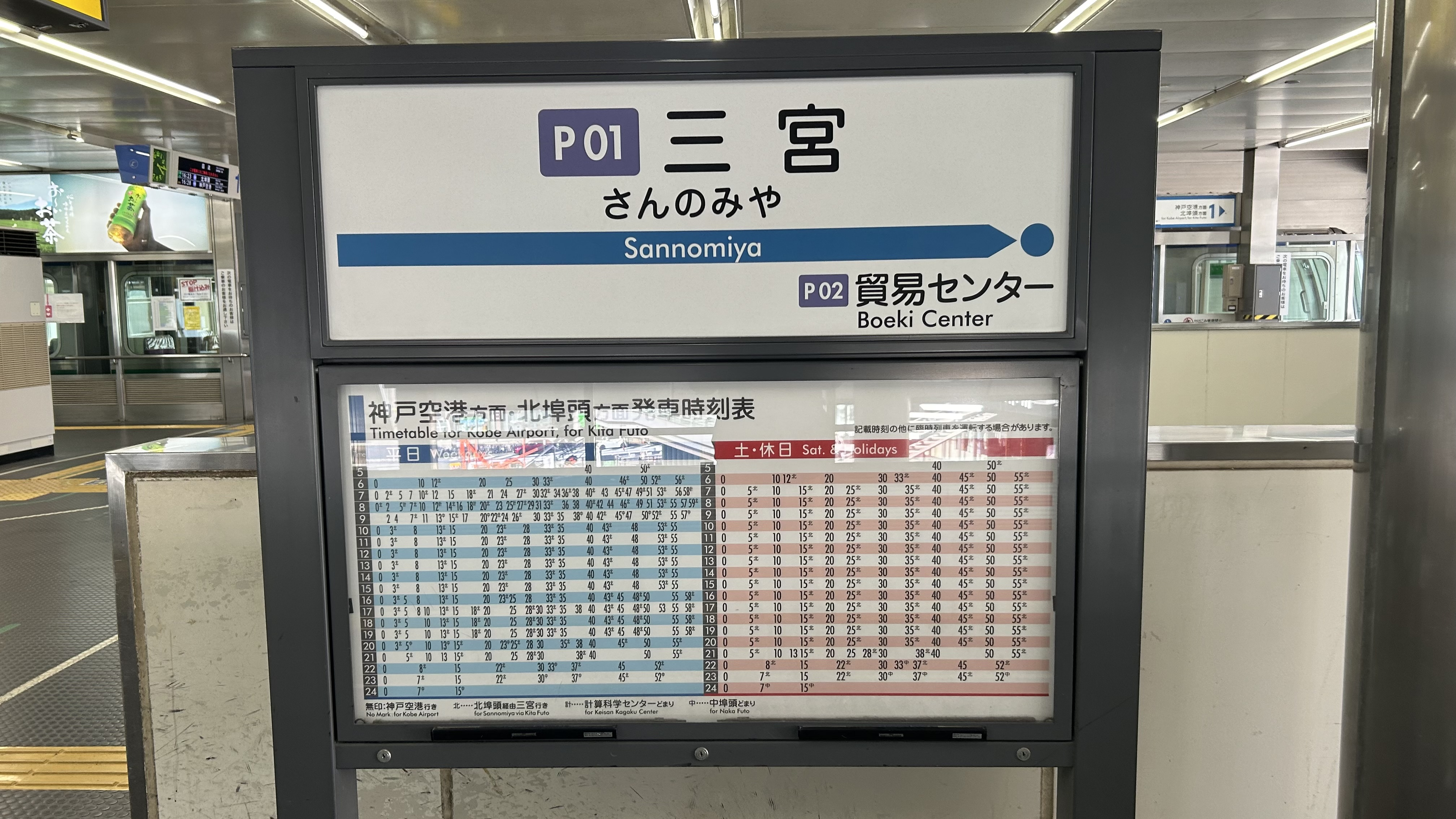
駅名標
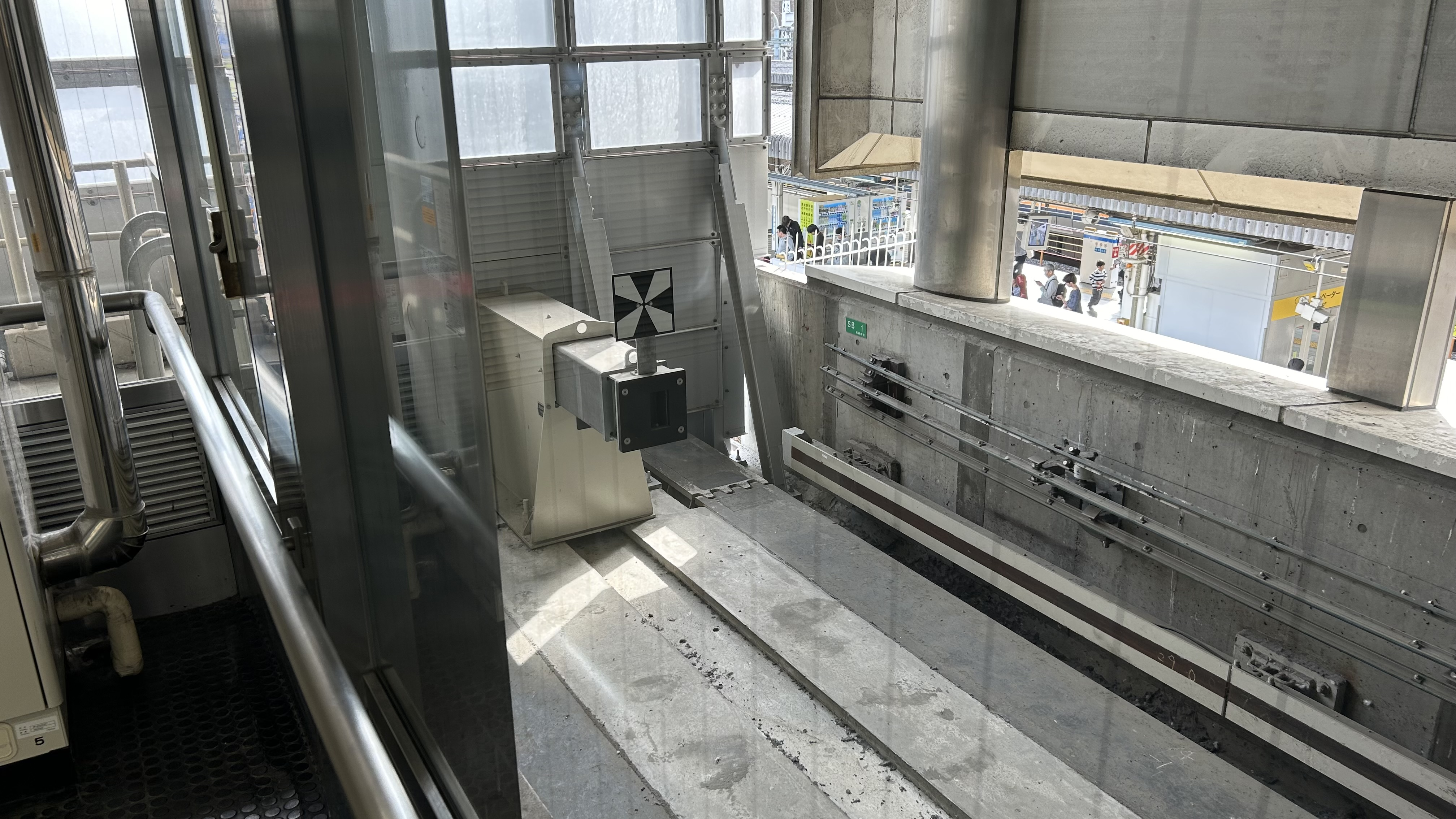
車止め

## 利用状況
- 2022年度の1日平均乗車人員は31,255人である[9]。
同社の駅では第1位であり、日本の新交通システムの駅としても第1位である（第2位はゆりかもめの新橋駅）。

### 年度別一日平均乗車人員
各年度の一日平均乗車人員は下表のとおりである。
| 年度               | 1日平均 乗車人員 | 増加率 |
| ------------------ | ---------------- | ------ |
| 1995年（平成07年） | 17,464           |        |
| 1996年（平成08年） | 23,885           | 36.8%  |
| 1997年（平成09年） | 20,885           | -12.6% |
| 1998年（平成10年） | 19,447           | -6.9%  |
| 1999年（平成11年） | 19,183           | -1.4%  |
| 2000年（平成12年） | 18,233           | -5.0%  |
| 2001年（平成13年） | 18,932           | 3.8%   |
| 2002年（平成14年） | 18,370           | -3.0%  |
| 2003年（平成15年） | 18,314           | -0.3%  |
| 2004年（平成16年） | 18,326           | 0.1%   |
| 2005年（平成17年） | 19,484           | 6.3%   |
| 2006年（平成18年） | 23,222           | 19.2%  |
| 2007年（平成19年） | 25,607           | 10.3%  |
| 2008年（平成20年） | 27,512           | 7.4%   |
| 2009年（平成21年） | 27,819           | 1.1%   |
| 2010年（平成22年） | 28,685           | 3.1%   |
| 2011年（平成23年） | 29,516           | 2.9%   |
| 2012年（平成24年） | 30,186           | 2.3%   |
| 2013年（平成25年） | 30,822           | 2.1%   |
| 2014年（平成26年） | 31,504           | 2.2%   |
| 2015年（平成27年） | 33,620           | 6.7%   |
| 2016年（平成28年） | 35,584           | 5.8%   |
| 2017年（平成29年） | 36,526           | 2.6%   |
| 2018年（平成30年） | 37,597           | 2.9%   |
| 2019年（令和元年） | 36,680           | -2.5%  |
| 2020年（令和2年）  | 22,880           | -37.6% |
| 2021年（令和3年）  | 26,332           | 15.1%  |
| 2022年（令和4年）  | 31,255           | 18.7%  |

## 特記事項
- 神戸新交通・神戸市交通局の各三宮駅、阪神電気鉄道・阪急電鉄の各神戸三宮駅や、西日本旅客鉄道（JR西日本）の三ノ宮駅、市営地下鉄海岸線の三宮・花時計前駅はどの駅も町名の「三宮町」に位置していない。これは、本来の三宮が三宮神社の周辺にあるのに対して、街の東側（旧居留地の東側）が三宮として発展したことが原因である[要出典]。なお、「三宮町」には地下鉄海岸線の旧居留地・大丸前駅がある。

## 隣の駅
※括弧内の英数字は駅番号を示す。
神戸新交通
 ポートアイランド線（ポートライナー）
三宮駅 (P01) - 貿易センター駅 (P02)